# 옌카를로스 카넬라
옌카를로스 카넬라(Jencarlos Canela, 1988년 4월 21일 ~ )는 미국의 배우이자 가수이다.

## 출연 작품
- 텔레노벨라 (2015)